# إبيروس (إقليم)
إقليم إبيروس  (باليونانية: Περιφέρεια Ηπείρου)‏ هو أحد أقاليم اليونان. يقع في شمال غرب اليونان وذكر هوميروس أن اسمها يعني الأرض الصلبة

## أعلام
- بيتر الثاني من كورتيناي
- فيلغريوس
- نيكولاس كيج